# Raïon de Henitchesk
Le raïon de Henitchesk (en ukrainien : Генічеський район) est un des cinq raïons composant l'oblast (région) de Kherson dans le sud de l'Ukraine. Son chef-lieu est Henitchesk.  

## Géographie
Le raïon de Henitchesk constitue la partie orientale de l'oblast de Kherson. Au sud il est bordé par un ensemble de marais et de lagunes, le Syvach, qui le sépare de la péninsule de Crimée et par la mer d'Azov. Un cordon littoral étroit et long de plus de 110 kilomètres, la flèche d'Arabat, divisé entre le raïon et la Crimée, sépare le Syvach et la mer d'Azov.

## Histoire
Avec la réforme administrative du 18 juillet 2020, la raïon a été étendu en fusionnant avec les raïons voisins.

## Population
Le raïon de Henitcheska une superficie  de 3 008 km² et une population de 122 000 habitants (2020).

## Économie
L'économie du raïon de Henitchesk repose sur l'agriculture et la transformation des produits agricoles. La flèche d'Arabat avec ses plages baignées par la mer d'Azov est une destination touristique populaire. Les lagunes du Syvach sont exploitées pour la production de sel.

## Découpage administratif
Le raïon comprend 4 communautés territoriales : 1 commune urbaine et 3 communes rurales

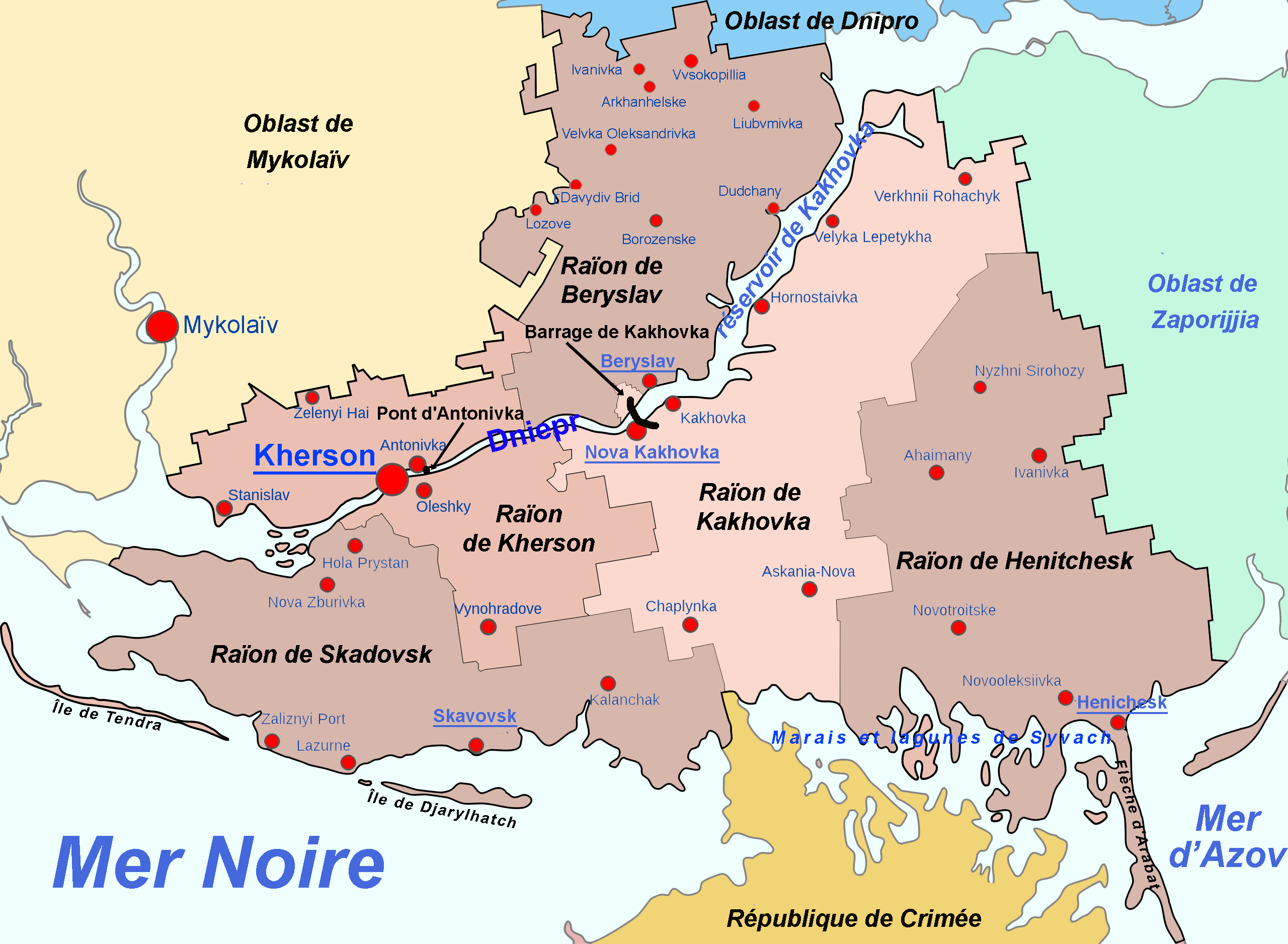
Carte de l'oblast de Kherson avec le¨découpage en raïons.

## Monuments remarquables et parcs naturels
Sur le territoire du raïon se trouve le Parc national d'Azov-Syvach.

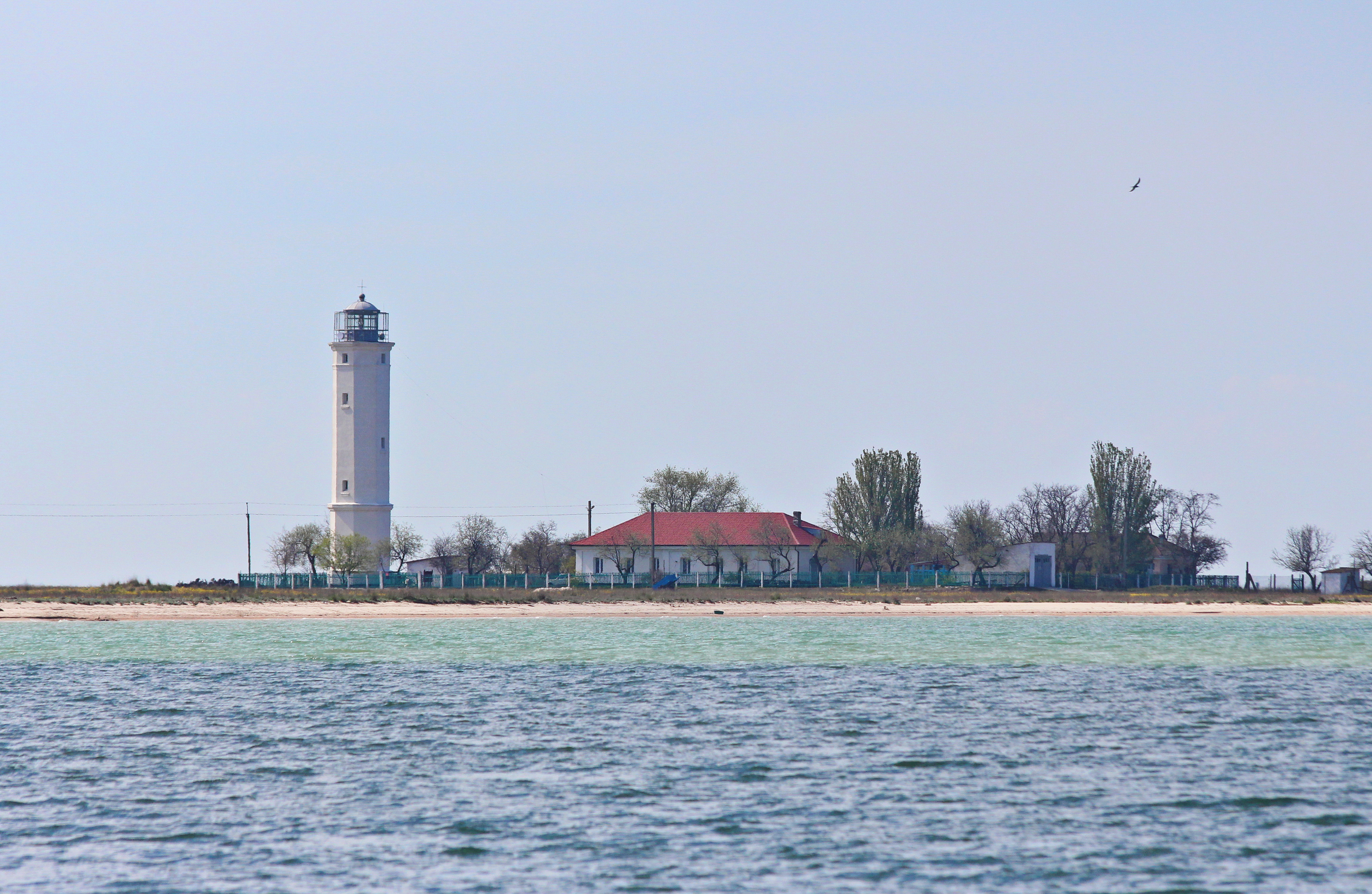
Phare de l'île de Byrioutchiy, classé[1],
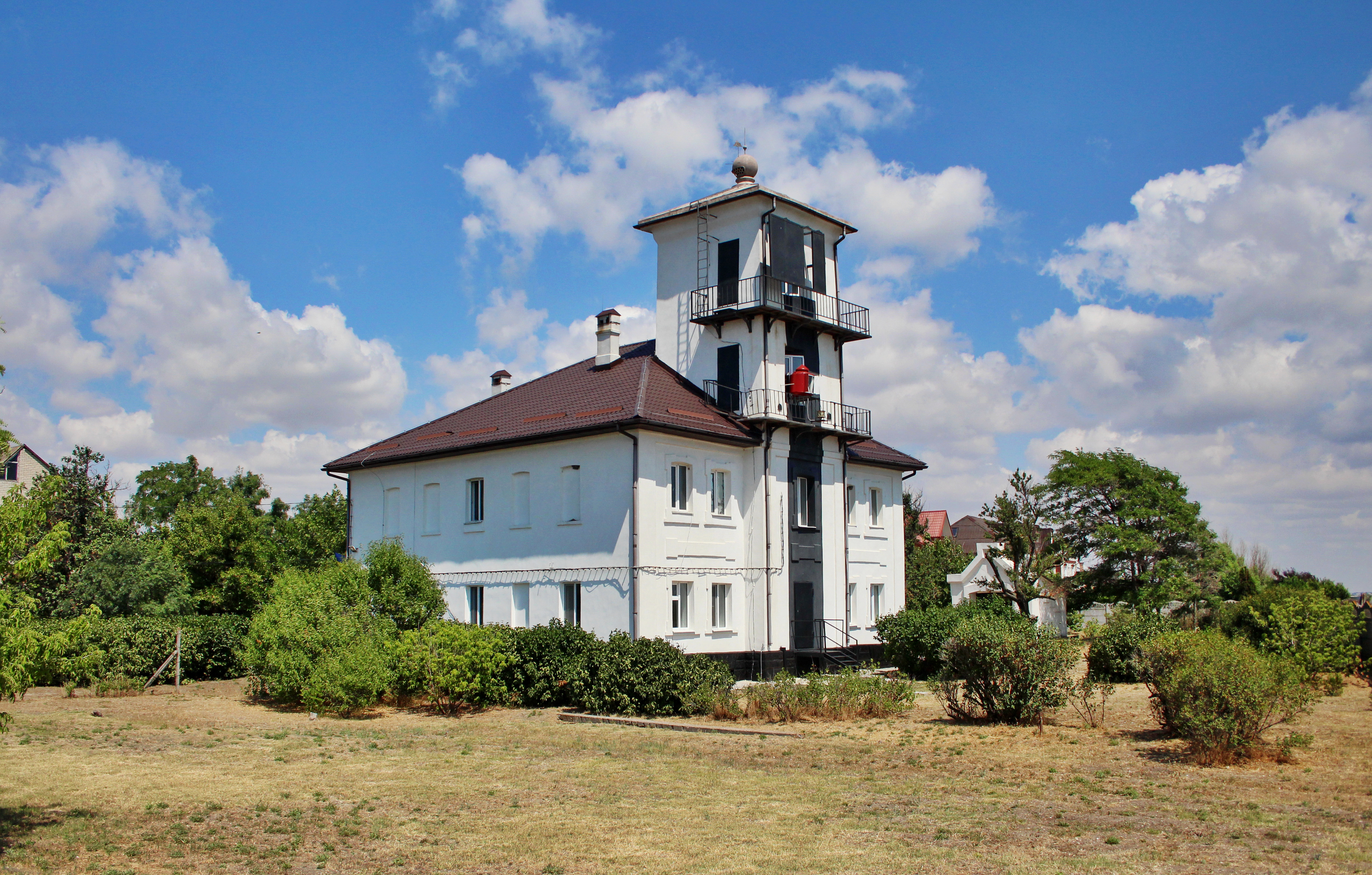
Phare d'Henitchesk, classé[2],
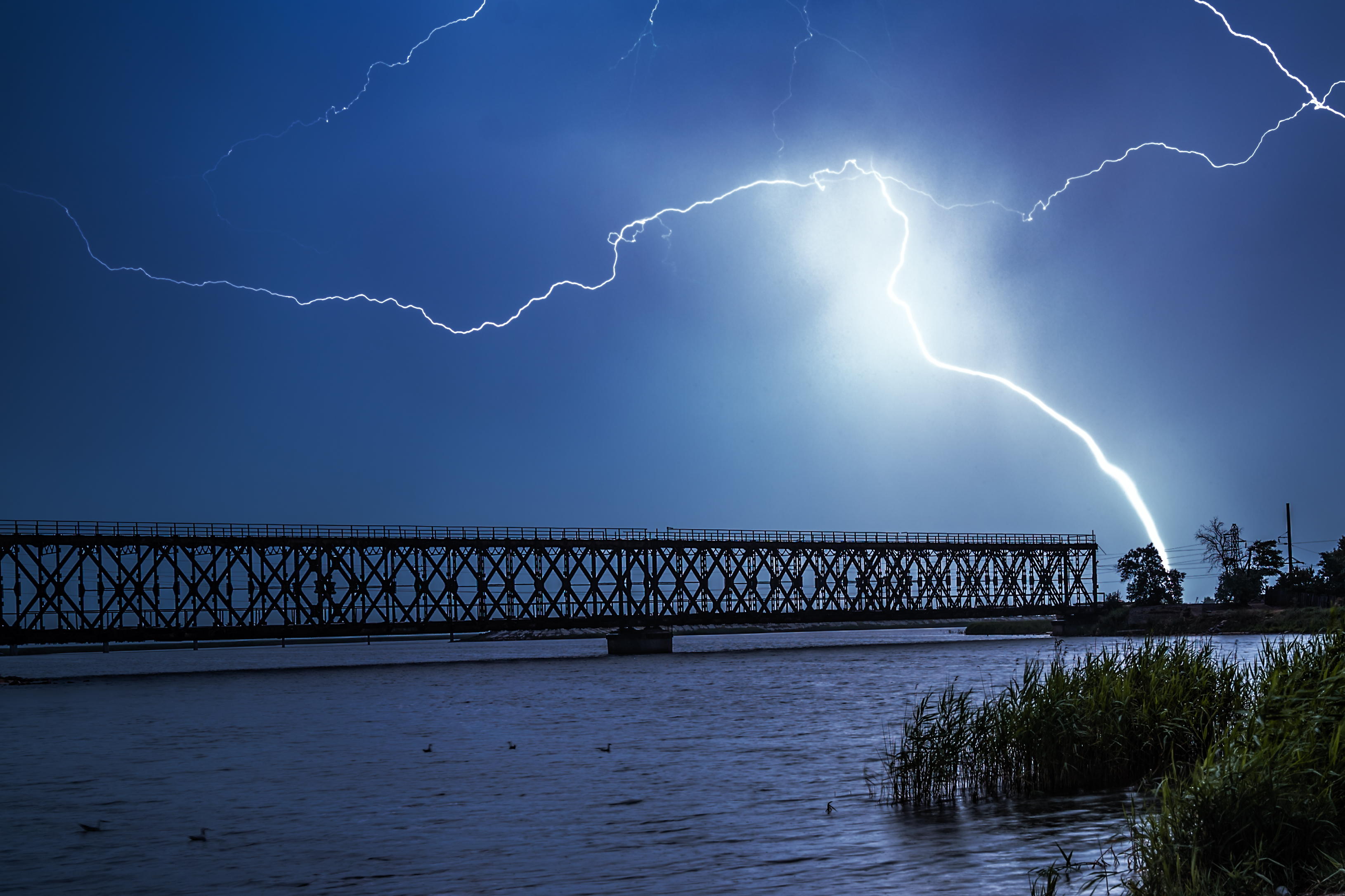
le pont de fer, classé[3],
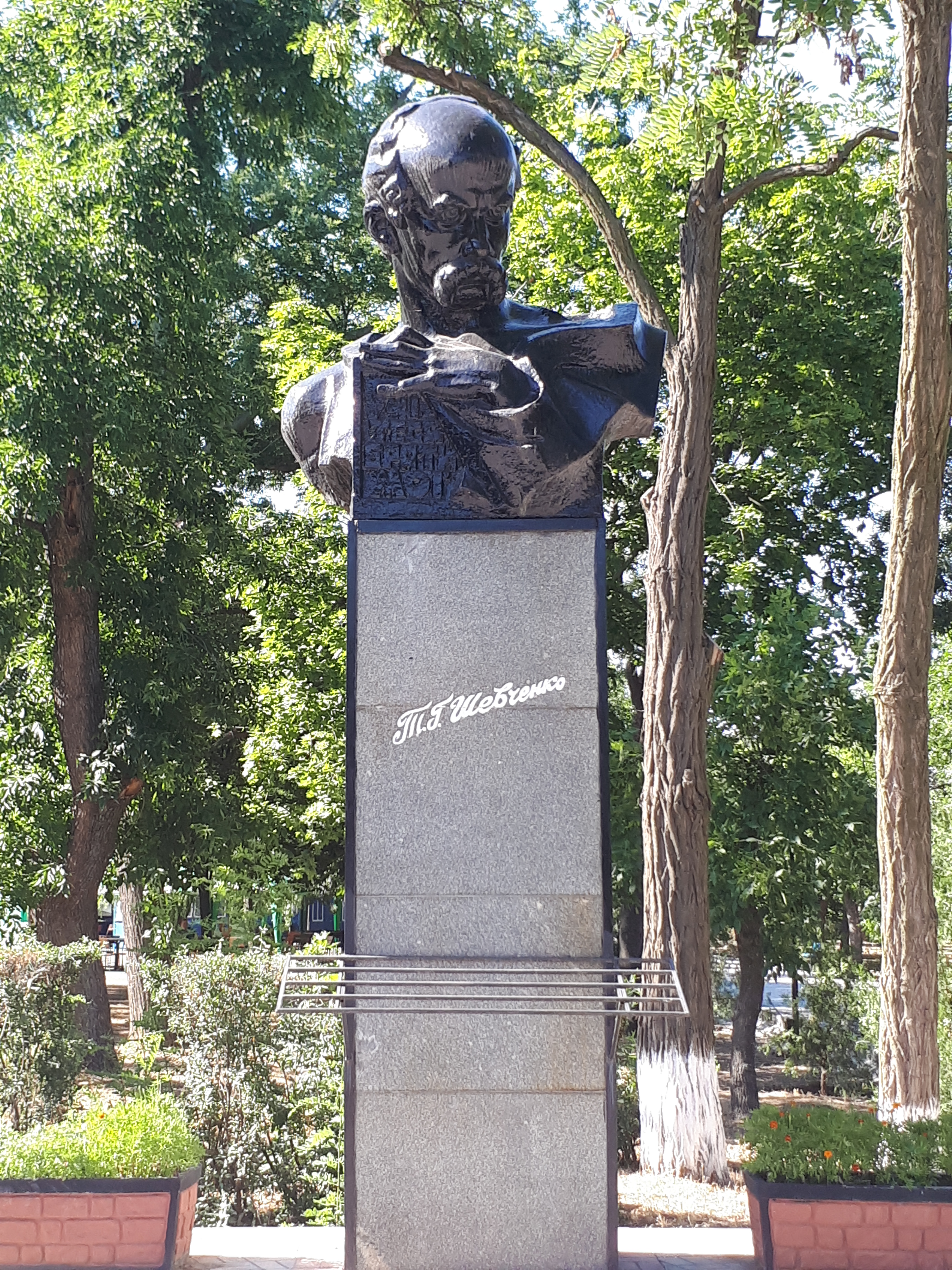
Le buste de Taras Chevtchenko classé[4].